# Arrest Cassis de Dijon

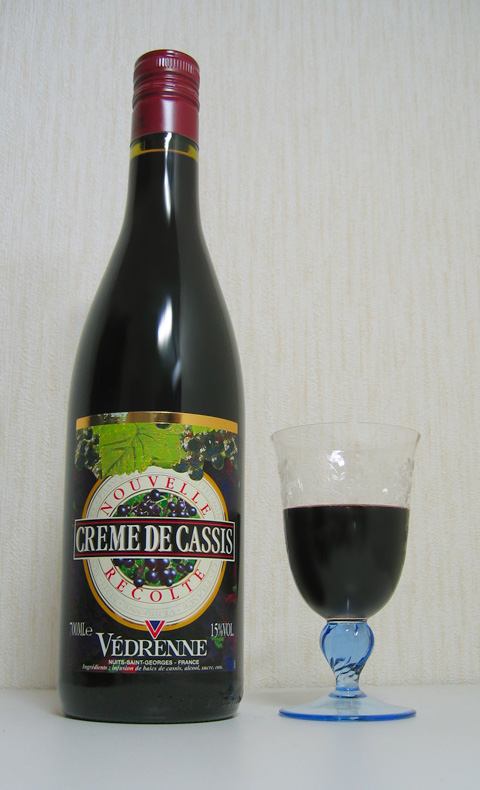
Crème de cassis

Het arrest Rewe-Zentral AG/Bundesmonopolverwaltung für Branntwein, meestal aangeduid als het arrest Cassis de Dijon, is een uitspraak van het Hof van Justitie van de Europese Gemeenschappen van 20 februari 1979 (zaak 120/78) die betrekking heeft op het vrije verkeer van goederen, en het begrip "maatregelen van gelijke werking".
In deze zaak ontwikkelde het Hof ook de jurisprudentiële rule of reason.

## Casus
De coöperatieve vereniging Rewe-Zentral wil in 1976 sterke drank uit Frankrijk importeren, waaronder een lading Cassis de Dijon (zwartebessenlikeur). Naar aanleiding van een verzoek om een importvergunning kreeg Rewe bericht dat deze drank in Duitsland niet mocht worden verhandeld en dat de Bundesmonopolverwaltung für Branntwein niet bevoegd was om ontheffing te verlenen.
De likeur bevat namelijk 15-20% alcohol, terwijl in de Bondsrepubliek Duitsland volgens een toenmalige wettelijke bepaling slechts vruchtenlikeur met een alcoholpercentage van ten minste 25% mocht worden verhandeld.

## Procesverloop
Rewe-Zentral AG acht het importverbod in strijd met artikel 30 EEG-Verdrag (thans art. 34 VWEU), dat kwantitatieve beperkingen en alle maatregelen van gelijke werking tussen de lidstaten verbiedt. De bevoegde Duitse rechter, het Hessische Finanzgericht, heeft het Hof van Justitie verzocht om een prejudiciële beslissing.

## Rechtsvraag
- Is het Duitse handelsverbod voor een Franse vruchtenlikeur zoals Cassis de Dijon een "maatregel van gelijke werking" in de zin van artikel 30 EEG-verdrag (tegenwoordig artikel 34 VWEU)?
- De tweede vraag van de verwijzende rechter is rechtshistorisch van minder belang.

Moet het begrip „maatregelen van gelijke werking als kwantitatieve invoerbeperkingen" in artikel 30 EEG-Verdrag aldus worden verstaan,
dat het mede omvat de in het Duitse Branntweinmonopolgesetz geregelde vaststelling van een minimumgehalte aan ethylalcohol voor gedistilleerde dranken,
ten gevolge waarvan traditionele producten van andere Lid-Staten, die minder dan het vastgestelde gehalte aan ethylalcohol bevatten,
in de Bondsrepubliek Duitsland niet in het verkeer kunnen worden gebracht?

## Uitspraak Hof
Het Hof gaf enige criteria op grond waarvan uitzonderingen op het vrije handelsverkeer binnen de EEG konden worden geduld:

Belemmeringen van het intracommunautaire verkeer als gevolg van dispariteiten van de nationale wettelijke regelingen op de verhandeling der betrokken producten, moeten worden aanvaard voor zover dringende behoeften, onder meer verband houdend met de doeltreffendheid der fiscale controles, de bescherming van de volksgezondheid, de eerlijkheid der handelstransacties en de bescherming van consumenten, ze noodzakelijk maken.

Het Hof achtte dergelijke dringende behoeften hier niet bewezen en verklaarde voor recht:

De term "maatregelen van gelijke werking als kwantitatieve invoerbeperkingen", zoals in artikel 30 van het verdrag gebezigd, is in die zin te verstaan dat de verbodsbepaling van dat artikel ook betrekking heeft op de vaststelling – in de wettelijke regeling van een lidstaat – van een alcoholpercentage, dat in voor menselijke consumptie bestemd gedistilleerd ten minste moet voorkomen, zolang er sprake is van de invoer van gedistilleerd dat in een andere lidstaat rechtmatig geproduceerd en in de handel gebracht is.

## Betekenis
De betekenis van het arrest Cassis de Dijon ligt vooral in de criteria die het Hof geeft ten aanzien van uitzonderingen die mogelijk zijn op het vrije verkeer van goederen. Er zijn meer rechtvaardigingsgronden dan de gronden die expliciet genoemd worden in het huidige artikel 36 VWEU. Dit wordt wel de Rule of reason genoemd. Bij die zogenaamde Rule of reason wordt gekeken of er wellicht harmonisatie heeft plaatsgevonden, of de maatregel een publiek belang dient, of de maatregel evenredig is toegepast en of het geval geen willekeurige discriminatie betreft. Het arrest zou later een belangrijke rol spelen in volmaking van de Europese interne markt.  
Deze rechtvaardigingsgronden mogen echter niet louter economisch zijn. Het moet gaan om een dwingende reden van algemeen belang. Voorbeelden zijn consumentenbescherming en het milieu.